# Deinopis amica
Espèce
Synonymes
- Dinopis amica Schiapelli & Gerschman, 1957

Deinopis amica est une espèce d'araignées aranéomorphes de la famille des Deinopidae.

## Distribution
Cette espèce se rencontre en Argentine et en Uruguay.

## Publication originale
- Schiapelli & Gerschman, 1957 : La familia Dinopidae en la Argentina y una nueva especie del género Dinopis Mac Leay, 1839 (Araneae). Revista de la Sociedad Entomológica Argentina, vol. 19, p. 63-67.